# Afrikai Unió
Az Afrikai Uniót (AU) a volt gyarmatok önállóvá válása után, 1963-ban alapították meg az afrikai regionális nemzetközi szervezetet Afrikai Egység Szervezete néven (OAU), az addig létező afrikai regionális tömbök összevonásával. Jelenleg tagja mind az 55 afrikai ország. A addisz-abebai székhelyű szervezet célja az afrikai államok gazdasági együttműködésének megteremtése, és a köztük támadt konfliktusok kezelése. Ezen kívül az afrikai országok egységének, szolidaritásának és együttműködésének az előmozdítása, szuverenitásuk és területi integritásuk védelme, valamint a gyarmatosítás maradványainak felszámolása a szervezet feladata. A 2002. július 9-én megtartott államfői értekezleten az új afrikai kezdeményezés szellemében változtatták a nevét Afrikai Unióra.

## Története

### Elnökök listája
| Név                           | Terminus eleje    | Terminus vége     | Ország                  |
| ----------------------------- | ----------------- | ----------------- | ----------------------- |
| Thabo Mbeki                   | 2002. július 9.   | 2003. július 10.  | Dél-afrikai Köztársaság |
| Joaquim Chissano              | 2003. július 10.  | 2004. július 6.   | Mozambik                |
| Olusegun Obasanjo             | 2004. július 6.   | 2006. január 24.  | Nigéria                 |
| Denis Sassou-Nguesso          | 2006. január 24.  | 2007. január 24.  | Kongói Köztársaság      |
| John Kufuor                   | 2007. január 30.  | 2008. január 31.  | Ghána                   |
| Jakaya Kikwete                | 2008. január 31.  | 2009. február 2.  | Tanzánia                |
| Moammer Kadhafi               | 2009. február 2.  | 2010. január 31.  | Líbia                   |
| Bingu wa Mutharika            | 2010. január 31.  | 2011. január 31.  | Malawi                  |
| Teodoro Obiang Nguema Mbasogo | 2011. január 31.  | 2012. január 29.  | Egyenlítői-Guinea       |
| Yayi Boni                     | 2012. január 29.  | 2013. január 27.  | Benin                   |
| Haile Mariam Desalegne        | 2013. január 27.  | 2014. január 30.  | Etiópia                 |
| Mohamed Uld Abdelaziz         | 2014. január 30.  | 2015. január 30.  | Mauritánia              |
| Robert Mugabe                 | 2015. január 30.  | 2016. január 30.  | Zimbabwe                |
| Idriss Déby                   | 2016. január 30.  | 2017. január 30.  | Csád                    |
| Alpha Condé                   | 2017. január 30.  | 2018. január 28.  | Guinea                  |
| Paul Kagame                   | 2018. január 28.  | 2019. február 10. | Ruanda                  |
| Abd el-Fattáh esz-Szíszi      | 2019. február 10. | 2020. február 10. | Egyiptom                |
| Cyril Ramaphosa               | 2020. február 10. | 2021. február 10. | Dél-afrikai Köztársaság |
| Félix Tshisekedi              | 2021. február 10. | 2022. február 10. | Kongói DK               |
| Macky Sall                    | 2022. február 10. | 2023. február 18. | Szenegál                |
| Azali Assoumani               | 2023. február 18. | 2024. február 17. | Comore-szigetek         |
| Mohamed Ould Ghazouani        | 2024. február 17. | Jelenlegi elnök   | Mauritánia              |

## Tagállamok
- Algéria
- Angola
- Benin
- Bissau-Guinea
- Botswana
- Burkina Faso
- Burundi
- Comore-szigetek
- Csád
- Dél-afrikai Köztársaság
- Dél-Szudán
- Dzsibuti
- Egyenlítői-Guinea
- Egyiptom
- Elefántcsontpart
- Eritrea
- Etiópia
- Gabon
- Gambia
- Ghána
- Guinea
- Kamerun
- Kenya
- Kongói Köztársaság
- Kongói Demokratikus Köztársaság
- Közép-afrikai Köztársaság
- Lesotho
- Libéria
- Líbia
- Madagaszkár
- Malawi
- Mali
- Marokkó
- Mauritánia
- Mauritius
- Mozambik
- Namíbia
- Niger
- Nigéria
- Nyugat-Szahara
- Ruanda
- São Tomé és Príncipe
- Seychelle-szigetek
- Sierra Leone
- Szenegál
- Szomália
- Szudán
- Szváziföld
- Tanzánia
- Togo
- Tunézia
- Uganda
- Zambia
- Zimbabwe
- Zöld-foki Köztársaság

## Gazdasági Régiók

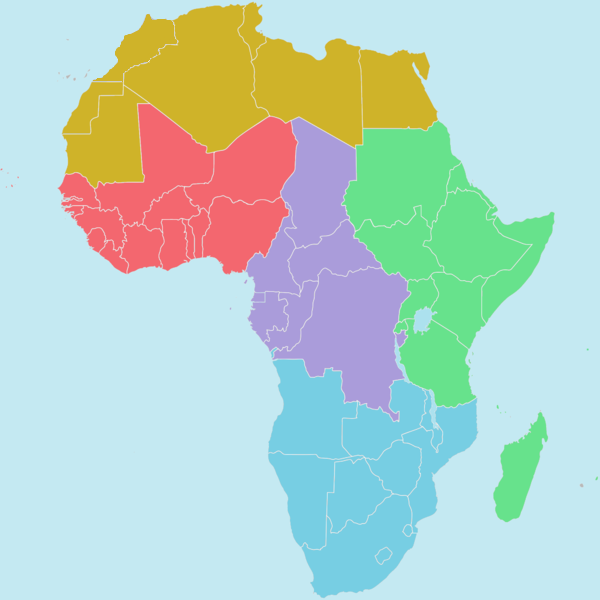
Az Afrikai Unió régiói

Az Afrikai Uniót gazdasági szempontból 5 nagy régióra lehet osztani:
1. Észak-Afrika
2. Nyugat-Afrika
3. Közép-Afrika
4. Kelet-Afrika
5. Dél-Afrika